# Alfons Karpiński
Alfons Karpiński (ur. 20 lutego 1875 w Rozwadowie, zm. 6 czerwca 1961 w Krakowie) – polski malarz, specjalizował się w portretowaniu kobiet, działał w środowisku krakowskim. Malował pejzaże i martwe natury.

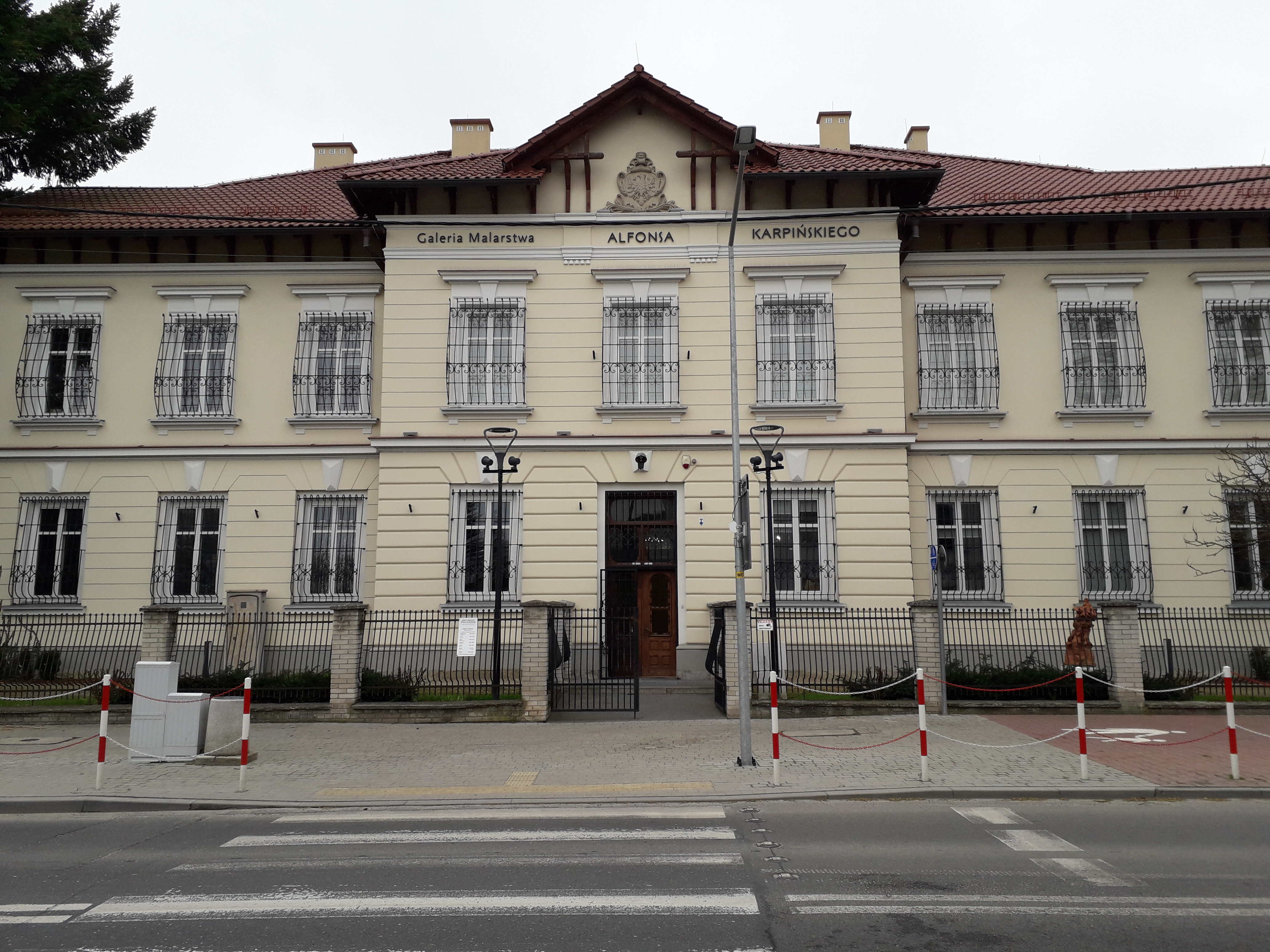
Galeria Malarstwa Alfonsa Karpińskiego w Stalowej Woli

Był jednym z sześciorga dzieci sędziego powiatowego. Po przejściu ojca na emeryturę przeniósł się do Krakowa, gdzie w latach 1891-1899 studiował w Szkole Sztuk Pięknych, m.in. pod kierunkiem Leona Wyczółkowskiego. W 1903 kształcił się w Monachium. Od 1904 do 1907 uczęszczał do Akademii Sztuk Pięknych w Wiedniu, w latach 1908-1912 do Akademii Colarossiego w Paryżu. Na stałe mieszkał w Krakowie. Należał do Towarzystwa Artystów Polskich „Sztuka”. Podczas I wojny światowej, do 1 sierpnia 1917 służył w Oddziale Grobów Wojennych C. i K. Komendantury Wojskowej w Krakowie. Był autorem kilku obrazów i akwarel cmentarzy wykonywanych na użytek Oddziału oraz członkiem Komisji Konkursowych dokonujących wyboru koncepcji cmentarzy.
Przy Muzeum Regionalnym w Stalowej Woli w 2018 roku otwarto Galerię Malarstwa Alfonsa Karpińskiego.